# Burquina Fasso nos Jogos Olímpicos de Verão de 2024
Burquina Fasso participou dos Jogos Olímpicos de Verão de 2024, realizados em Paris, na França. Foi a 11.ª aparição do país nos Jogos Olímpicos de Verão desde a estreia como Alto Volta em Munique 1972.
Foi representado por oito atletas que competiram em cinco esportes, mas nenhum conquistou medalhas.

## Competidores
Esta foi a participação por modalidade nesta edição:
| Esporte   | Masculino | Feminino | Total |
| --------- | --------- | -------- | ----- |
| Atletismo | 1         | 1        | 2     |
| Ciclismo  | 0         | 1        | 1     |
| Judô      | 1         | 0        | 1     |
| Natação   | 1         | 1        | 2     |
| Taekwondo | 2         | 0        | 2     |
| Total     | 4         | 3        | 7     |

## Desempenho

### Atletismo
- Q = Qualificado para a próxima fase
- q = Qualificado para a próxima fase como o perdedor mais rápido ou, em eventos de campo, pela posição sem atingir o alvo para qualificação
- N/A = Fase não aplicável para o evento
- Bye = Atleta não precisou disputar aquela fase

Masculino
Eventos de campo
| Atleta               | Evento       | Qualificação | Qualificação | Final | Final | Ref.        |
| Atleta               | Evento       | Marca        | Pos.         | Marca | Pos.  | Ref.        |
| -------------------- | ------------ | ------------ | ------------ | ----- | ----- | ----------- |
| Hugues Fabrice Zango | Salto triplo | 17.16        | 2 Q          | 17.50 | 5     | [ 5 ] [ 6 ] |

Feminino
Eventos de campo
| Atleta       | Evento             | Qualificação | Qualificação | Final | Final | Ref.  |
| Atleta       | Evento             | Marca        | Pos.         | Marca | Pos.  | Ref.  |
| ------------ | ------------------ | ------------ | ------------ | ----- | ----- | ----- |
| Marthe Koala | Salto em distância | 6.59         | 11 Q         | 6.61  | 9     | [ 7 ] |

### Ciclismo

#### Estrada
Feminino
| Atleta     | Evento             | Tempo | Pos. | Ref.  |
| ---------- | ------------------ | ----- | ---- | ----- |
| Awa Bamogo | Corrida em estrada | DNF   | DNF  | [ 8 ] |

### Judô
Masculino
| Atleta      | Evento    | Primeira fase        | Oitavas              | Quartas              | Semifinais           | Repescagem           | Final / DB           | Final / DB | Ref.  |
| Atleta      | Evento    | Adversário Resultado | Adversário Resultado | Adversário Resultado | Adversário Resultado | Adversário Resultado | Adversário Resultado | Pos.       | Ref.  |
| ----------- | --------- | -------------------- | -------------------- | -------------------- | -------------------- | -------------------- | -------------------- | ---------- | ----- |
| Carmel Kone | Até 90 kg | KOR Han J-y D 00–10  | Não avançou          | Não avançou          | Não avançou          | Não avançou          | Não avançou          | =17        | [ 9 ] |

### Natação
Masculino
| Atleta            | Evento     | Eliminatórias | Eliminatórias | Semifinal   | Semifinal   | Final       | Final       | Ref.   |
| Atleta            | Evento     | Tempo         | Pos.          | Tempo       | Pos.        | Tempo       | Pos.        | Ref.   |
| ----------------- | ---------- | ------------- | ------------- | ----------- | ----------- | ----------- | ----------- | ------ |
| Souleymane Napare | 50 m livre | 26.66         | 59            | Não avançou | Não avançou | Não avançou | Não avançou | [ 10 ] |

Feminino
| Atleta        | Evento     | Eliminatórias | Eliminatórias | Semifinal   | Semifinal   | Final       | Final       | Ref.   |
| Atleta        | Evento     | Tempo         | Pos.          | Tempo       | Pos.        | Tempo       | Pos.        | Ref.   |
| ------------- | ---------- | ------------- | ------------- | ----------- | ----------- | ----------- | ----------- | ------ |
| Iman Kouraogo | 50 m livre | 30.33         | 62            | Não avançou | Não avançou | Não avançou | Não avançou | [ 11 ] |

### Taekwondo
Masculino
| Atleta          | Evento    | Preliminar           | Oitavas              | Quartas              | Semifinais           | Repescagem           | Final / DB           | Final / DB  | Ref.   |
| Atleta          | Evento    | Adversário Resultado | Adversário Resultado | Adversário Resultado | Adversário Resultado | Adversário Resultado | Adversário Resultado | Pos.        | Ref.   |
| --------------- | --------- | -------------------- | -------------------- | -------------------- | -------------------- | -------------------- | -------------------- | ----------- | ------ |
| Ibrahim Maïga   | Até 68 kg | Bye                  | TUR H Reçber D 0–2   | Não avançou          | Não avançou          | Não avançou          | Não avançou          | Não avançou | [ 12 ] |
| Faysal Sawadogo | Até 80 kg | Bye                  | SRB S Takov V 2–0    | USA C Nickolas D 0–2 | Não avançou          | Não avançou          | Não avançou          | Não avançou | [ 13 ] |